# Le Bon Exemple (Magritte)
Pour les articles homonymes, voir Le Bon Exemple.
Le Bon Exemple est un tableau peint par René Magritte en 1953. Cette huile sur toile surréaliste se constitue d'un portrait en pied du marchand d'art Alexandre Iolas parapluie à la main, et sous lequel est écrit « Personnage assis ». Partie des collections du musée national d'Art moderne, à Paris, elle se trouve en dépôt au musée de Grenoble, à Grenoble, depuis le 28 avril 2004.